# Atractus pamplonensis
Atractus pamplonensis är en ormart som beskrevs av Amaral 1937. Atractus pamplonensis ingår i släktet Atractus och familjen snokar. Inga underarter finns listade.
Arten förekommer i kommunen Pamplona och andra kommuner i departementet Norte de Santander i Colombia samt i angränsande områden av delstaten Táchira i Venezuela. Den lever i bergslandskapet Páramo samt i molnskogar. Honor lägger ägg.
För beståndet är inga hot kända. IUCN listar Atractus pamplonensis som livskraftig (LC).